# Damned If I Do Ya (Damned If I Don’t)
Damned If I Do Ya (Damned If I Don't) to piosenka amerykańskiego zespołu pop punk All Time Low, wydana na iTunes 16 czerwca 2009 przez Hopeless Records. W tydzień od wydania piosenka była na 21. miejscu ściągania przez iTunes. Dzięki temu piosenka trafiła na 67. miejsce amerykańskiego Billboard Hot 100.

## Lista piosenek
1. "Damned If I Do Ya (Damned If I Don't)" - 3:11